# Берёзовка (Воробьёвский район)
Берёзовка — село в Воробьёвском районе Воронежской области России.
Административный центр Берёзовского сельского поселения.

## География

### Улицы
| - ул. Заводская, - ул. Ленина, - ул. Набережная, - ул. Октябрьская, - ул. Пансионатовская, - ул. Первомайская, - ул. Пролетарская, - ул. Рябыкина, | - ул. Свердлова, - ул. Советская, - ул. Сорокина, - ул. Центральная, - ул. Шевченко, - пер. Первомайский, - пер. Советский. |

## История
Селение Берёзовка возникло около 1730 года, когда крестьяне с левобережья Днепра поселились по берегу речки Толучеевки. По берегам речки тут и там зеленели берёзовые перелески, от чего село и получило своё название.
Первопоселенцами хутора Берёзовый были казачьи подпомошники из числа Калачеевских обывателей: Бурсук Сидор; Новохата Василий; Винник Ефим; Плященко Яким; Гусак Иван ; Нагорный Денис; Демченко Илья; Тарасенко Корней; Гапоненко Кирилл; Тютюнник Иван; Удовиченко Григорий;   Ткаченко Семён; Кривенко Иван; Олейник Стефан; Левченко Павел; Резниченко Моисей; Луданый Иван; Симоненко Иван; Мануйленко Алексей; Халанский Иосиф
В 1744 году в селе построена церковь Сошествия святого Духа, деревянная.
В 1759 году Лисаневич Иван Стефанович как участник военных походов и многих сражений был пожалован указом императрицы землями в вечное пользование.
После отмены крепостного права страшная нищета в этих местах способствовала возникновению крестьянских волнений. Крестьяне самовольно вырубали помещичьи леса, судились с Лисаневичами за землю. Противостояние крестьян и помещиков продолжалось вплоть до Октябрьской революции. С 1917 года на нынешней территории Берёзовского сельского поселения начались столкновения между «белых» и «красных». Местные крестьяне также разделились на 2 лагеря. Советская власть здесь окончательно установилась в 1918 году.
В 1924 году села Берёзовка и Никольское вошли в состав Воробьёвской волости, и вместе с ней стали частью Новохопёрского уезда. А 30 июня 1928 года образуется Воробьёвский район, в состав которого по-прежнему входит территория нынешнего Берёзовского сельского поселения.
В 1965 году Берёзовка становится центром Берёзовского сельсовета.
Воробьёвский район как административная единица несколько раз упразднялся и образовывался снова. С 1962 по 1977 года Берёзовский сельсовет находился в составе Бутурлиновского района. В 1977 году стал частью вновь образованного Воробьёвского района.
В 2004 году Берёзовскому сельсовету был присвоен новый административный статус — Березовского сельского поселения.

## Население
| 1859 | 1897  | 2010  |
| ---- | ----- | ----- |
| 1659 | ↘1210 | ↗1410 |